# Ocoee (Florida)
Ocoee es una ciudad ubicada en el condado de Orange en el estado estadounidense de Florida. En el Censo de 2010 tenía una población de 35.579 habitantes y una densidad poblacional de 876,65 personas por km².

## Geografía
Ocoee se encuentra ubicada en las coordenadas 28°34′43″N 81°32′3″O / 28.57861, -81.53417. Según la Oficina del Censo de los Estados Unidos, Ocoee tiene una superficie total de 40.59 km², de la cual 38.1 km² corresponden a tierra firme y (6.12%) 2.48 km² es agua.

## Demografía
Según el censo de 2010, había 35.579 personas residiendo en Ocoee. La densidad de población era de 876,65 hab./km². De los 35.579 habitantes, Ocoee estaba compuesto por el 66.76% blancos, el 17.53% eran afroamericanos, el 0.4% eran amerindios, el 5.54% eran asiáticos, el 0.08% eran isleños del Pacífico, el 6.32% eran de otras razas y el 3.38% pertenecían a dos o más razas. Del total de la población el 20.78% eran hispanos o latinos de cualquier raza.